# 犬のためのぶよぶよとした本当の前奏曲
『犬のためのぶよぶよとした本当の前奏曲』 (Véritables préludes flasques (pour un chien))は、エリック・サティが作曲したピアノ独奏曲。タイトルは『犬のための本当にぶよぶよした前奏曲』や『犬のためのしまりのない真正な前奏曲』などと表記される。

## 概要
1912年に作曲された『犬のためのぶよぶよとした前奏曲』をデュラン社に持ち込んで出版をしようとしたが、出版を拒否され、サティは今度こそ「本当の」前奏曲だという意図を込めて『犬のための本当にぶよぶよとした前奏曲』を同年に作曲し、デュラン社に持ち込んだという。
タイトルの「ぶよぶよとした」は、当時のドビュッシーの亜流の作曲家への皮肉を込めた言葉であると考えられている。

## 構成
全3曲から成り、演奏時間は約2分。
- 第1曲 きつい叱責
- 第2曲 家に一人
- 第3曲 お遊び

トッカータ風の第1曲などは、バロック音楽のパロディとも考えられる。

## 関連作品
- 犬のためのぶよぶよとした前奏曲